# Giuliano Biatta
Giuliano Biatta, né le 14 mai 1957 à Pompiano (Lombardie), est un coureur cycliste italien, professionnel de 1981 à 1984.

## Palmarès
- 1977
  - Gran Premio di Diano Marina
  - 3e de la Semaine cycliste lombarde
- 1979
  - Targa Crocifisso
- 1980
  - 3e étape du Tour de la Vallée d'Aoste
  - 2e de la Semaine internationale de la Brianza
  - 3e du Mémorial Costante Girardengo
  - 3e du Trophée Alberto Triverio

## Résultats sur les grands tours

### Tour de France
1 participation
- 1982 : 120e

### Tour d'Italie
4 participations
- 1981 : 69e
- 1982 : 67e
- 1983 : 65e
- 1984 : 75e